# Code of Honor: The French Foreign Legion
Code of Honor: The French Foreign Legion (название игры в России — Приказано уничтожить: Иностранный легион), игра в жанре шутер от первого лица, разработанная и изданная компанией CITY Interactive, и выпущенная в России компанией Акелла 15 мая 2007 года на PC.

## Сюжет игры
По сюжету игры революционные волнения в Кот-д’Ивуар приняли опасный оборот: террористы свергли местное правительство и, кроме всего арсенала вооружений, получили в свои руки партию контейнеров с отработанным ядерным топливом.
Теперь террористы намерены собрать несколько «грязных» бомб и устроить ядерные террористические акты по всей Европе. Французские легионеры, оказавшиеся неподалёку в Джибути, получили приказ нейтрализовать угрозу.